# Bartolomé Bermejo

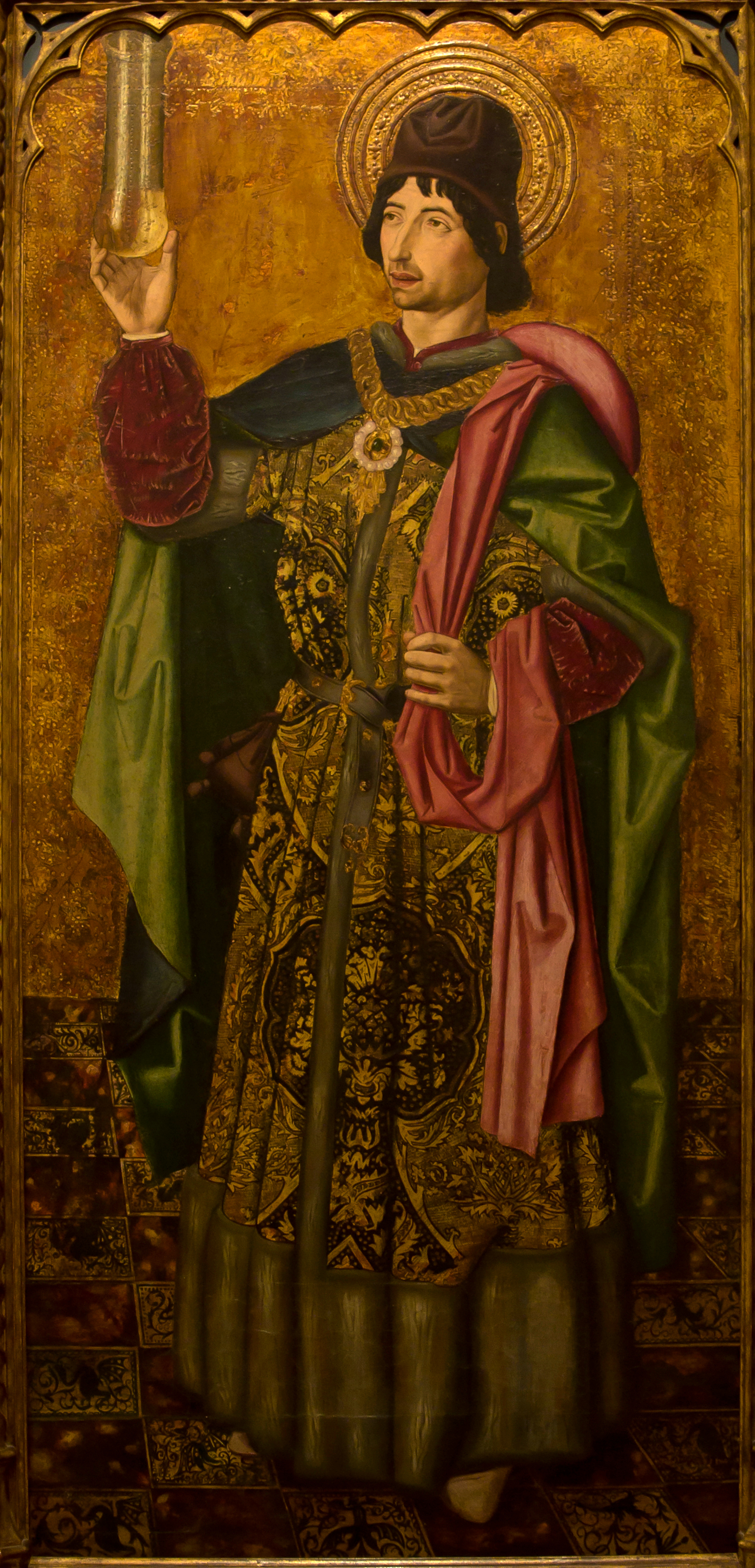
De heilige Damiaan (ca. 1490) in het Museu Nacional de Arte Antiga

Bartolomé Bermejo (Córdoba, rond 1440 – Barcelona, rond 1498), geboren als Bartolomé de Cárdenas was een Spaans kunstschilder. Hij was actief tijdens de tweede helft van de 15e eeuw in Aragón. Zij werk wordt gekenmerkt door een minutieuze weergave van details en kennis van het perspectief.
Hij maakte zich de Vlaamse schildertechniek meester. Er wordt vaak beweerd dat Bermejo naar de Zuidelijke Nederlanden reisde maar dit hoeft niet noodzakelijk zo te zijn. Tijdens de 15e eeuw waren er zowel een aantal Vlaamse schilders als Vlaamse schilderijen in Spanje aanwezig. Hij is zeker beïnvloed door Rogier van der Weyden en Jan van Eyck. Ook werd hij beïnvloed door de Italiaanse renaissance. Ook hier is het niet zeker of hij naar Italië reisde dan wel met werken van Italiaanse meester kennis maakte aan het Aragonese hof. 
De synthese die hij maakte van deze invloeden en zijn Spaanse wortels maakte hem populair bij zijn Spaanse opdrachtgevers en hij werd een van de meest gevierde schilders van zijn tijd in zijn land.
- Biblioteca Nacional de España: XX854727
- Bibliothèque nationale de France: cb155016714 (data)
- Catàleg d'autoritats de noms i títols de Catalunya: 981058519798506706
- Gemeinsame Normdatei: 120528428
- International Standard Name Identifier: 0000 0000 9921 1860
- Library of Congress Control Number: n85310113
- Nationale Bibliotheek van Tsjechië: jo20201061676
- Nationale Bibliotheek van Israël: 987007277586305171
- Nederlandse Thesaurus van Auteursnamen: 070278008
- RKD-Nederlands Instituut voor Kunstgeschiedenis: 7412
- Union List of Artist Names: 500001671
- Virtual International Authority File: 42671961
- WorldCat: E39PBJjxqMvJtPYhmmx6XwYpT3